# Looze
Looze település Franciaországban, Yonne megyében. Lakosainak száma 438 fő (2022. január 1.). Looze Brion, Joigny és Laroche-Saint-Cydroine községekkel határos.

## Népesség
A település népességének változása:
| Lakosok száma | 457  | 454  | 477  | 446  | 441  | 437  | 438  | 434  | 438  |
|               | 2013 | 2015 | 2016 | 2017 | 2018 | 2019 | 2020 | 2021 | 2022 |